# Saas-Grund
Saas-Grund (toponimo tedesco; fino al 2006 Saas Grund) è un comune svizzero di 1 023 abitanti del Canton Vallese, nel distretto di Visp.

## Geografia fisica
Saas-Grund si trova nella valle Saastal.

## Monumenti e luoghi d'interesse
- Chiesa parrocchiale cattolica di San Bartolomeo, eretta nel XIV secolo[2].

## Società

### Evoluzione demografica
L'evoluzione demografica è riportata nella seguente tabella:
Abitanti censiti

## Economia
Saas-Grund è una località di villeggiatura, una base alpinistica e una stazione sciistica sviluppatasi a partire dagli anni 1830; da Saas-Grund parte una cabinovia che raggiunge dapprima Kreuzboden (2 397 m s.l.m.) e poi Hohsaas (3 101 m s.l.m.).

## Amministrazione
Ogni famiglia originaria del luogo fa parte del cosiddetto comune patriziale e ha la responsabilità della manutenzione di ogni bene ricadente all'interno dei confini del comune.